# アルフレッド・ジョージ・グリーンヒル

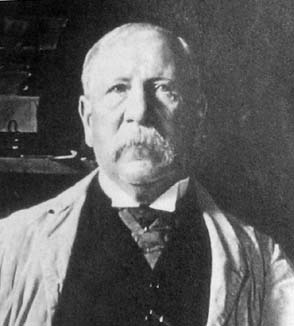
ジョージ・グリーンヒル

サー・アルフレッド・ジョージ・グリーンヒル（英: Sir Alfred George Greenhill、1847年11月29日、ロンドン - 1927年1月10日
、ロンドン、FRS FRAeS）は、イギリスの数学者。

## 経歴
クライスト病院学校で教育を受け、1866年にケンブリッジ大学セント・ジョンズ・カレッジに進学した。1876年、ロンドンの王立陸軍士官学校の数学教授に任命され、1908年に引退するまでこの職を続けた。引退時にナイトに叙勲された。
1892年の楕円函数の応用に関する教科書は、卓越した素晴らしさを認められた。グリーンヒルは楕円積分の電磁気学への応用の、世界を先導した専門家の一人であった。
1904年のハイデルベルクで開催された国際数学者会議で、グリーンヒルは全体講演と部門会談を行った。1908年にローマ、1920年にストラスブール、1924年にトロントで開かれたICMでは招待講演をした。

## グリーンヒルの公式
1879年、グリーンヒルはライフル砲の複雑な転度率の公式を、（当時の彼は知らなかったが亜音速の飛行を想定した）非圧縮流体における細長い回転楕円体の弾頭に近似して計算した。その後、イギリスの弾道学者F. W. ジョーンズ（Jones）が、この公式を典型的な長さの弾丸へ単純化し、リードコア弾の最適転度率を計算するために経験則化した。この簡略化は弾丸長を用いるが、弾丸の重量や形を厭わない。現在でも使用されるこの公式はグリーンヒルの公式（Greenhill formula）と呼ばれる。
{\displaystyle \mathrm {Twist} ={\frac {CD^{2}}{L}}\times {\sqrt {\frac {SG}{10.9}}}}
ここで、

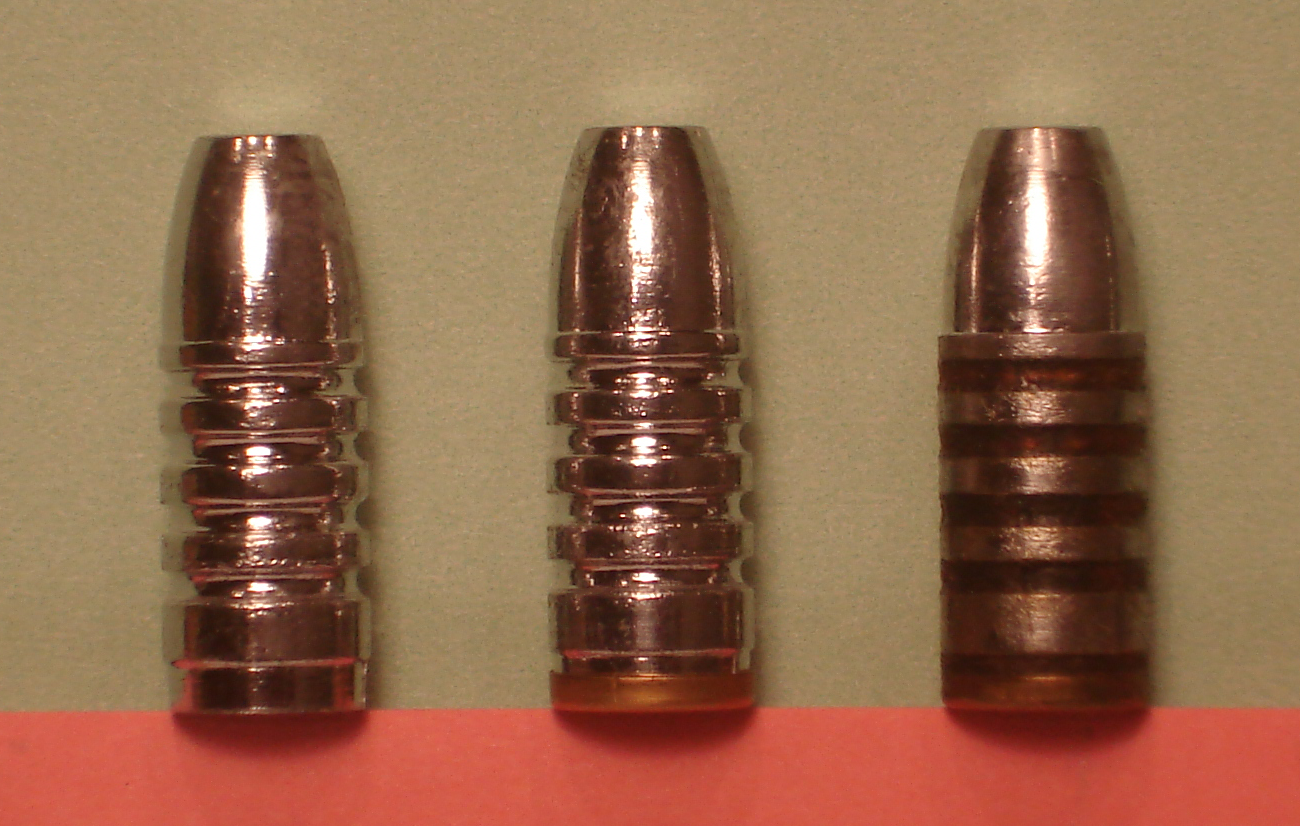
鋳造弾丸（左）、ガス・チェック弾（中央）、潤滑型弾丸（右）。

- C = 150 （初速が2800 ft/sより速いときは180を用いる）
- D = インチ換算した弾丸の直径
- L = インチ換算した弾丸の長さ
- SG =弾丸の比重（リードコア弾ならば10.9とし、方程式右辺の右側を消す。）

弾丸の直径Dと長さLがインチで与えられたとき、Cの元の値はインチ毎回転の転度率を表す150とする。これは840 m/s（2800 ft/s）までに適用できる。それより速ければCは180とする。例えば、600 m/s（2000 ft/s）で、直径0.5インチ (13 mm)、長さ1.5インチ (38 mm)であるとき、公式の左辺は25になる。つまり、25インチ (640 mm)で一回転することが分かる。
現在、 グリーンヒルの公式はミラーの転度法則を伴って使用される。

## 教科書
- A. G. Greenhill Differential and integral calculus, with applications ( London, MacMillan, 1886) archive.org
- A. G. Greenhill, The applications of elliptic functions (MacMillan & Co, New York, 1892)[11] University of Michigan Historical Mathematical Collection
- A. G. Greenhill, A treatise on hydrostatics (MacMillan, London, 1894) archive.org
- A. G. Greenhill, The dynamics of mechanical flight (Constable, London, 1912) archive.org
- A. G. Greenhill, Report on gyroscopic theory (Darling & Son, 1914)[12]